# Antoni Baliu Piqué
Baliu  Piqué est un nom espagnol. Le premier nom de famille, en général paternel, est Baliu ; le second, en général maternel, souvent omis, est Piqué.
Antoni Baliu Piqué, né le 13 janvier 1989 à Igualada, est un international de rink hockey qui évolue au poste de défenseur. Il joue au FC Barcelone.